# Jerzy Kosiński

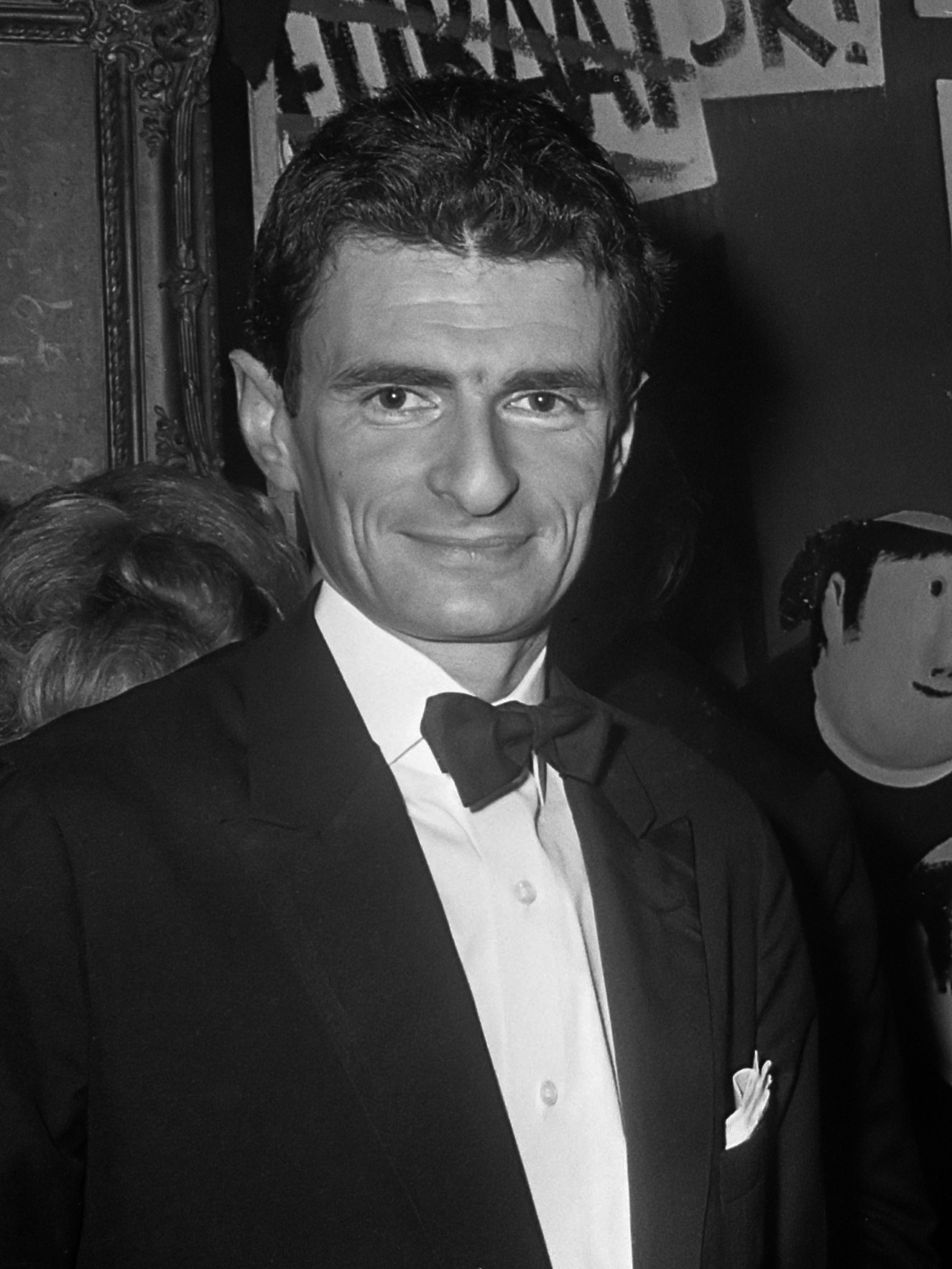
Jerzy Kosiński (1969)

Jerzy Nikodem Kosiński, urodzony jako Józef Lewinkopf (ur. 14 czerwca 1933 w Łodzi, zm. 3 maja 1991 w Nowym Jorku) – polsko-amerykański pisarz pochodzenia żydowskiego, piszący w języku angielskim.
Laureat National Book Award (1969) za książkę Kroki. Za scenariusz do filmu Wystarczy być, oparty na jego książce, uhonorowany nagrodą BAFTA oraz nominacją do Złotego Globu.

## Życiorys
Był synem żydowskiego przemysłowca Mieczysława (Mojżesza) Lewinkopfa i Elżbiety Linieckiej Weinreich. Mieszkali w Łodzi w kamienicy przy ulicy Gdańskiej 74 (do wybuchu II wojny światowej).
Lata II wojny światowej spędził w Sandomierzu i we wsi Dąbrowa Rzeczycka, gdzie dzięki pomocy księdza Eugeniusza Okonia rodzina Lewinkopfów znalazła schronienie w domu polskiej rodziny Andrzeja Warchoła. Rodzina zmieniła nazwisko na Kosiński z fikcyjnymi dokumentami i jego świadectwem chrztu.
Po wojnie w latach 1946–1947 mieszkał w Jeleniej Górze. W latach 1950–1956 zimą był instruktorem narciarskim w Zakopanem, latem kaowcem w Międzyzdrojach. Studiował socjologię na Uniwersytecie Łódzkim (wśród jego wykładowców był m.in. Józef Chałasiński), następnie był asystentem w Instytucie Historii i Socjologii Polskiej Akademii Nauk.
W 1957 wyjechał do Stanów Zjednoczonych, gdzie pozostał na stałe. Podjął studia podyplomowe w Uniwersytecie Columbia i New School for Social Research. W 1965 otrzymał obywatelstwo amerykańskie. Wykładał na amerykańskich uczelniach: Uniwersytecie Wesleyańskim, Uniwersytecie Yale i Uniwersytecie w Princeton. Był laureatem wielu prestiżowych nagród. W latach 1973–1975 był prezesem amerykańskiego PEN Clubu. W 1989 odwiedził Polskę (złożył wizytę w Wydawnictwie Czytelnik i był gościem Dziennika Telewizyjnego).
Pisał w języku angielskim. Według niektórych źródeł, „wszystko, co napisał sam Kosiński – kwestia ta dotąd nie jest wyjaśniona – zostało napisane po polsku”. Początkowo wydawał pod pseudonimem Joseph Novak.
Jego pierwszą żoną była Mary Hayward Weir (1915–1968). W 1968 roku zawarł drugie małżeństwo z pochodzącą z bawarskiej arystokracji Katheriną von Fraunhofer (1933–2007). Przez 4 lata był związany z Urszulą Dudziak.
3 maja 1991 zmarł śmiercią samobójczą. Z dużą dawką alkoholu zmieszał dużą dawkę środków nasennych, rozebrał się, wszedł do wanny, a dla pewności założył na głowę torbę foliową. W pożegnalnej notce napisał: Kładę się teraz do snu, na trochę dłużej niż zwykle. Nazwijmy to wiecznością.

## Malowany ptak
Książką, która przyniosła mu światowy rozgłos, był Malowany ptak. Przedstawia ona dramatyczne losy sześcioletniego (w domyśle) żydowskiego chłopca w czasie wojny. Ze względu na opisywane zdarzenia początkowo sądzono, że książka oparta jest na wątkach autobiograficznych, czemu Kosiński nie zaprzeczał. W Polsce, w różnych środowiskach obwołano ją antypolską. W rzeczywistości była ona wytworem fantazji Kosińskiego, co sam potwierdza we wstępie do późniejszych wydań. Jest to drastyczne przedstawienie ludzkiego okrucieństwa i wynaturzeń przypisywanych przez autora mieszkańcom wiejskich okolic Europy Wschodniej. W powieści wielokrotnie wskazywany jest wątek nadużyć w stosunku do mniejszości etnicznych (Cyganie, Żydzi). Osią fabuły Malowanego ptaka jest pojęcie inności i wyobcowania (często pozornego lub powierzchownego) – w kluczowej scenie dzikie ptaki zadziobują osobnika swojego gatunku, który został schwytany i pomalowany przez człowieka w jaskrawe barwy.
W opinii m.in. prof. Iwa Cypriana Pogonowskiego, pornograficzny charakter książki (naturalistyczne opisy gwałtów zbiorowych, seksu z kozłem i psem itp.), będący nadużyciem wobec historiografii Holocaustu, legł u podłoża jej komercyjnej popularności w Ameryce Północnej.
Eliot Weinberger w książce Karmic Traces twierdzi, że Kosiński nie mógł być autorem Malowanego ptaka, bowiem jego znajomość języka angielskiego w czasie, gdy książka ta powstała, była jeszcze za słaba. Weinberger utrzymuje, iż Kosiński wykorzystywał teksty pisane przez kilku amerykańskich redaktorów, którzy pracowali dla niego pod kluczem w nowojorskim hotelu. Do autorstwa Malowanego ptaka miał się przyznać amerykański poeta i tłumacz George Reavey. Wysuwano też supozycje, że Malowany ptak został napisany po polsku, a następnie przetłumaczony na angielski. W obronie Kosińskiego stanął natomiast dziennikarz John Corry, twierdząc, że oskarżenia o plagiat były inspirowane przez propagandę komunistyczną.
W maju 2010 Václav Marhoul ogłosił, że nabył prawa do filmowej adaptacji powieści Malowany ptak Jerzego Kosińskiego. W 2013 na Festiwalu Filmowym w Cannes za adaptację książki otrzymał Wyróżnienie Specjalne nagrody ScripTeast im. Krzysztofa Kieślowskiego za scenariusz. W uzasadnieniu werdyktu czytamy: Podjęty z determinacją przez scenarzystę niezwykle trudny i ambitny projekt przyniósł w efekcie fascynujący i poruszający scenariusz, który może doprowadzić do powstania wstrząsającego i poruszającego wyobraźnię filmu. Film powstał w koprodukcji czesko-słowacko-ukraińskiej. Premiera odbyła się we wrześniu 2019.

## Wystarczy być
Kolejna książka Kosińskiego, po Steps z 1968 (Kroki) – National Book Award w 1969, która przyniosła mu uznanie nosiła tytuł Wystarczy być (Being There). Opisywała losy upośledzonego umysłowo Chance’a O’Grodnicka (w oryginale: Chauncey Gardinier), który niczego nie rozumiejąc zostaje uznany za genialnego polityka, finansistę i kandydata na prezydenta USA. Jest to karykatura bezmyślnego społeczeństwa, uzależnionego od mediów, a zwłaszcza telewizji. Na podstawie powieści nakręcono film Wystarczy być (1979) w reżyserii Hala Ashby’ego z Peterem Sellersem w roli głównej. Scenariusz do filmu na podstawie książki napisał wraz z Kosińskim nagradzany scenarzysta Robert C. Jones.
Dziennikarze oskarżali Kosińskiego o splagiatowanie powieści Tadeusza Dołęgi-Mostowicza pt. Kariera Nikodema Dyzmy.

## Inna twórczość
Kosiński był nie tylko pisarzem. Jako aktor w 1981 zagrał Grigorija Zinowjewa w filmie Czerwoni, w reżyserii Warrena Beatty’ego. Zajmował się także fotografią i czynnie uczestniczył w działalności łódzkiego oddziału Polskiego Towarzystwa Fotograficznego.
Pojawia się również w filmie Nocny kowboj (Midnight Cowboy 1969, reż. John Schlesinger) – niewymieniony w czołówce, w scenie, w której bohaterowie filmu odwiedzają imprezę artystycznej bohemy Nowego Jorku.

## Twórczość
- 1960 – The Future Is Ours, Comrade (Przyszłość należy do nas, towarzyszu, wydanie polskie 1996) jako Joseph Novak
- 1962 – No Third Path (Nie ma trzeciej drogi) jako Joseph Novak
- 1965 – The Painted Bird (Malowany ptak, wydanie polskie 1989)
- 1968 – Steps (Kroki, wydanie polskie 1989)
- 1971 – Being There (Wystarczy być, wydanie polskie 1990)
- 1973 – The Devil Tree (Diabelskie drzewo, wydanie polskie 1992)
- 1975 – Cockpit (Cockpit, wydanie polskie 1992)
- 1977 – Blind Date (Randka w ciemno, wydanie polskie 1992)
- 1979 – Passion Play (Pasja, wydanie polskie 1993)
- 1982 – Pinball (Gra, wydanie polskie 1993)
- 1988 – The Hermit of 69th Street (Pustelnik z 69 ulicy, wydanie polskie, 1994)
- 1992 – Passing By (Przechodząc obok – eseje wydane pośmiertnie, wydanie polskie 1994).

## Książki poświęcone Kosińskiemu
- Jerzy Kosiński.Twarz i maski, redakcja Jaromir Jedliński (Łódź 1992, Muzeum Sztuki, Łódź & RePrint, Warszawa)
- Czarny ptasior, Joanna Siedlecka (1993, ISBN 83-85458-04-2; (Cis) ISBN 83-85893-03-2 (Marabut)); (Warszawa 2011, wydanie trzecie przejrzane i poprawione, Czerwone i Czarne Sp. z o.o., ISBN 978-83-7700-021-2)
- Pasje Jerzego Kosińskiego, Czesław Czapliński (Warszawa 1993, Polska Oficyna Wydawnicza „BGW”, ISBN 83-7066-328-1)
- Życie po śmierci Jerzego Kosińskiego, Czesław Czapliński (Warszawa 1993, Atena, ISBN 83-85894-00-4)
- Jerzy Kosiński. Biografia, James Park Sloan (Warszawa 1996, wyd. Da Capo, ISBN 83-7157-148-8)
- Jerzy Kosiński: Być Tu i Tam. Materiały z konferencji naukowej: Jerzy Kosiński; Człowiek i dzieło na skrzyżowaniu kultur Łódź 8–10 maja 1995, opracowanie redakcyjne Agnieszka Salska i Grzegorz Gazda (Warszawa 1997, Wydawnictwo Da Capo, ISBN 83-7157-274-3)
- Good night, Dżerzi, Janusz Głowacki (Warszawa 2010, Świat Książki, ISBN 978-83-247-2135-1)
- Jerzy Kosiński, Jerome Charyn (Warszawa 2013, Czarna Owca, ISBN 978-83-7554-645-3)